# نقص دیواره بین‌دهلیزی
نقص دیواره بین‌دهلیزی (انگلیسی: Atrial septal defect)یعنی باز ماندن دیواره بین دو دهلیز راست و چپ پس از تولد نوزاد. شدت این نقص از نظر اندازه از یک سوراخ بسیار کوچک تا فقدان کامل دیواره بین دهلیزی متفاوت است.

## شیوع
نقائص دیواره بین دهلیزی یکی از شایعترین بیماری‌های مادرزادی قلب است و در میان نوزادان دختر شیوع بیشتری دارد (دو برابر). ASD دارای انواع مختلف است.

## تشخیص و درمان
تشخیص ابتدایی با سمع قلبی و تشخیص قطعی با اکوکاردیوگرافی است. این بیماری در بیشتر بیماران بدون علامت بوده و تنها علامت آن خستگی در هنگام فعالیت و تپش قلب می‌باشد لذا به ندرت در دوره نوزادی و کودکی تشخیص داده می‌شود.
اگر نقص بی‌علامت یا کوچک باشد، در ۸۰٪ بیماران، نقص دیواره به مرور، کوچک شده یا بسته می‌شود و مشکل مهمی را ایجاد نخواهد کرد. اگر این نقص دیواره بزرگ باشد با توجه به اختلاف فشار خون بین دو دهلیز موجب نشت خون از دهلیز چپ به دهلیز راست خواهد شد. درمان با جراحی باز یا بسته است.

## نگارخانه

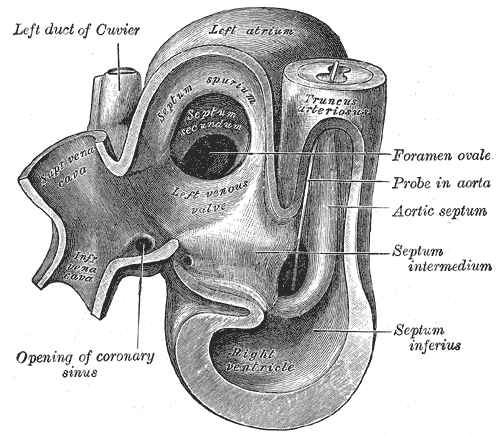
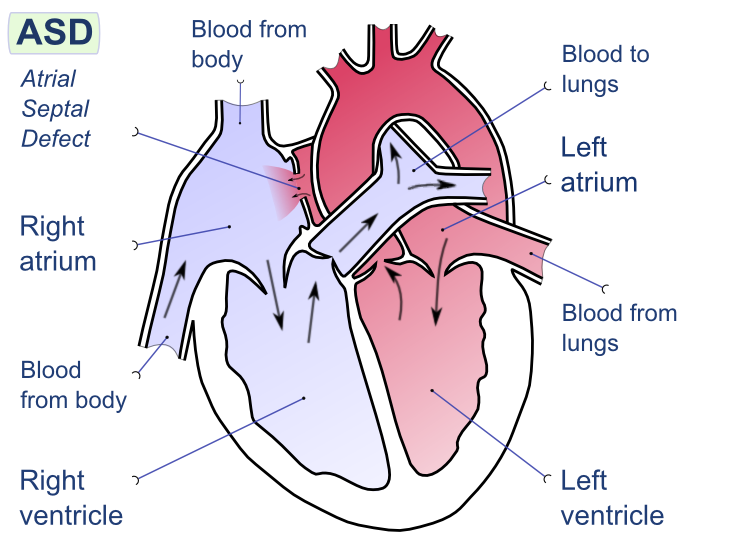
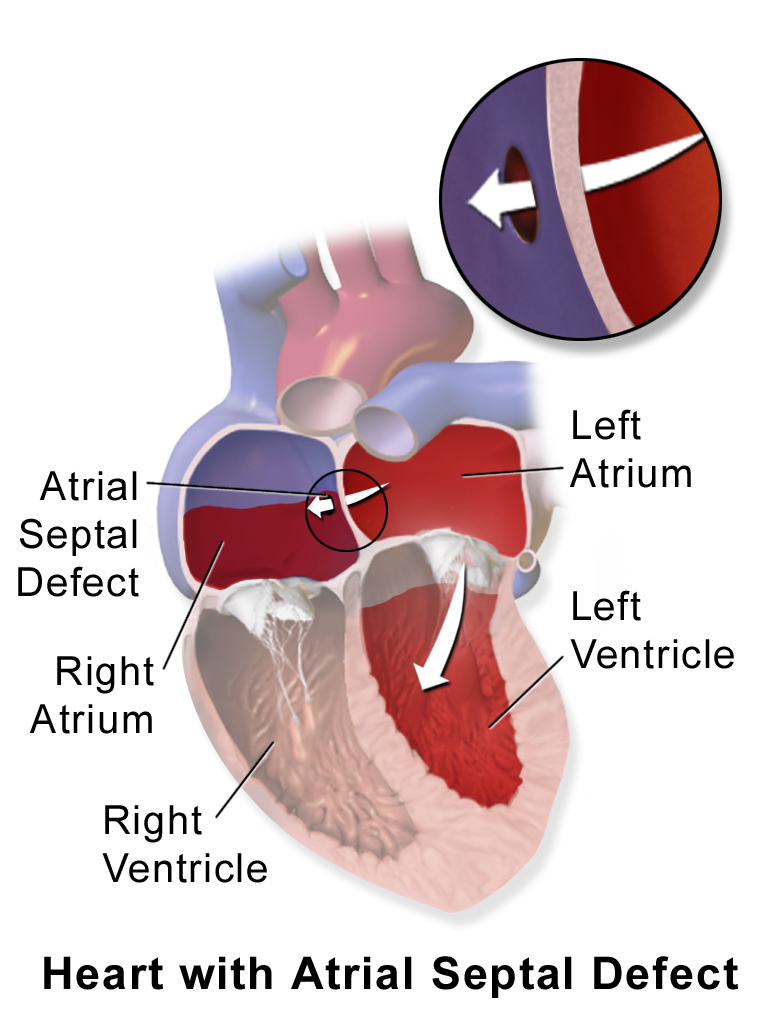